# Charlotte (Michigan)
Charlotte – miasto w Stanach Zjednoczonych, stanie Michigan, siedziba hrabstwa Eaton. Oddalone 35 km od centrum Lansing.